# Clan Davidson
Pour les articles homonymes, voir Campbell.
Le clan Davidson est un clan écossais historique des Highlands, membre de la Confédération de Chattan (en).

## Tartans

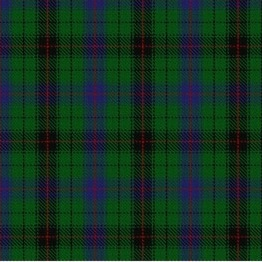
Tartan Davidson

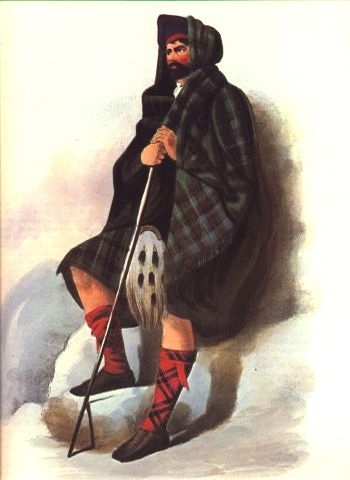
Une représentation victorienne du clan par Robert Ronald McIan.